# Понкратов, Павел Андреевич
Па́вел Андре́евич Понкра́тов (род. 15 июля 1988, Челябинск) — российский шахматист, международный гроссмейстер (2010).

## Биография

### Личная жизнь
Родился в 1988 году в Челябинске. Шахматами стал заниматься с 1996 года, с 8 лет, сначала в шахматной секции спортклуба «Мечел», после тренировался в СДЮШОР № 9 (тренер — Александр Щетинин). Учился в гимназии № 96, после поступил в Южно-Уральский государственный университет (выступал за сборную ЮУрГУ вместе с мг Александром Рязанцевым, мс Алексеем Яценко и кмс Русланом Муратхановым в лично-командном Чемпионате России по шахматам среди студентов-2006), откуда перевёлся в Екатеринбург, в Уральский государственный горный университет (выступал за сборную УГГУ в лично-командном Чемпионате России по шахматам среди студентов в 2008 и 2009 годах). Преподаёт в ДЮСШ Уральская шахматная академия.

## Спортивные достижения
Шестикратный победитель чемпионатов Европы среди молодёжи по быстрым шахматам, призёр первенства России по классическим шахматам, победитель чемпионата Уральского федерального округа среди мужчин по классическим шахматам, победитель Всемирной молодёжной шахматной Олимпиады в Турции, и т. д. Хорошо играет «вслепую» (максимально — на 12 досках).
В 2010 году выступил за сборную России на XI чемпионате мира среди студентов. В 2011 году был вызван в состав сборной команды России для участия в Универсиаде-2011 в Шэньчжэнь, но по личным причинам не смог принять в ней участие. В июне 2013 года участвовал в чемпионате мира по быстрым шахматам и блицу в Ханты-Мансийске.

### Звания
- 12 сентября 2004 года выполнил первую норму международного мастера в открытом Кубке федерации Челябинской области[12].
- 5 октября 2006 года получил звание «Международный мастер ФИДЕ»[3].
- 23 апреля 2010 года на Президентском совете ФИДЕ получил звание международного гроссмейстера ФИДЕ. Стал самым молодым гроссмейстером Челябинской области и всего Уральского федерального округа[13][14].

### Региональные и межрегиональные соревнования
| Результат | Дата          | Соревнование | Место проведения                                       |
| --------- | ------------- | --- | ------------------------------------------------------ |
| 1 место   | 26.06.2003    | Шахматный Мемориал академика Виктора Макеева (турнир по быстрым шахматам, в категории «Юноши»)                                                   | Миасс                                                  |
| 1 место   | Август 2004   | Первенство Министерства образования по шахматам (командный зачёт)                                                                                | Рыбинск                                                |
| 1 место   | Август 2004   | Первенство Министерства образования по шахматам (личный зачёт)                                                                                   | Рыбинск                                                |
| 1 место   | 2-10.09.2006  | Кубок Челябинской областной шахматной федерации                                                                                                  | Челябинск                                              |
| 2 место   | 23.06.2007    | IX Кубок Главы Саткинского муниципального района                                                                                                 | Сатка                                                  |
| 2 место   | Июль 2007     | Турнир памяти Героя Советского Союза А. И. Каширина                                                                                              | Челябинск                                              |
| 2 место   | 22.08.2007    | Открытый чемпионат Екатеринбурга по быстрым шахматам, посвященный Дню города (командный зачёт)                                                   | Екатеринбург                                           |
| 3 место   | 27.08.2007    | Турнир по быстрым шахматам, посвященный 100-летию г. Копейск                                                                                     | Копейск                                                |
| 1 место   | Ноябрь 2007   | IIХ Кубок по активным шахматам на призы ОАО "Банк «Екатеринбург»                                                                                 | Екатеринбург                                           |
| 1 место   | Декабрь 2008  | Суперфинал Марафона-2008 Карагандинской области по активным шахматам                                                                             | Караганда                                              |
| 1 место   | 01.03.2009    | Шахматный фестиваль «Серпуховский рапид» | Школа № 12, г. Серпухов (Московская область)           |
| 1 место   | 2010          | II открытый турнир по быстрым шахматам на Кубок шахматного клуба ОАО «Ашинский металлургический завод»                                           | Аша                                                    |
| 2 место   | 20.11.2010    | II Мемориал по быстрым шахматам, посвященный памяти Председателя шахматной федерации Копейского городского округа Николая Николаевича Тимоховича | Копейск                                                |
| 1 место   | 30.12.2010    | Шахматный фестиваль на Кубок ОАО «ММК» | Магнитогорск                                           |
| 2 место   | 08.01.2011    | XVI турнир по быстрым шахматам на Кубок главы Саткинского района                                                                                 | ДС «Магнезит», Сатка                                   |
| 1 место   | 12.03.2011    | III открытый турнир по быстрым шахматам на Кубок шахматного клуба ОАО «Ашинский металлургический завод»                                          | Аша                                                    |
| 1 место   | 18-27.03.2011 | Чемпионат УрФО среди мужчин по классическим шахматам                                                                                             | Челябинский шахматный клуб им. Б. Спасского, Челябинск |
| 2 место   | 01-09.06.2011 | XV-й мемориал Петра Измайлова | Дом культуры Томского Политехнического Университета    |
| 3 место   | 14-16.10.2011 | Рапид Гран-при России-2011 (Этап Кубка России по быстрым шахматам)                                                                               | Дворец спорта «Магнезит», Сатка                        |
| 1 место   | 14-16.10.2011 | Рапид Гран-при России-2011 (Этап Кубка России по быстрым шахматам) (блиц-турнир)                                                                 | Дворец спорта «Магнезит», Сатка                        |

### Всероссийские соревнования
| Результат | Дата          | Соревнование                                                                                 | Место проведения                               |
| --------- | ------------- | -------------------------------------------------------------------------------------------- | ---------------------------------------------- |
| 3 место   | Апрель 2001   | Чемпионат России среди сборных ДЮСШ и детских клубов (игроки до 14 лет). Личный зачёт, юноши | Суздаль                                        |
| 2 место   | Апрель 2004   | Чемпионат России по шахматам среди юношей (до 16 лет)                                        | Дагомыс                                        |
| 2 место   | Июль 2005     | II Спартакиада учащихся России                                                               | Сатка                                          |
| 2 место   | 16-25.11.2006 | Лично-командный чемпионат России среди ВУЗов                                                 | СГСЭУ, Саратов                                 |
| 1 место   | 18-28.11.2007 | I командный Кубок России среди субъектов РФ                                                  | Санаторий «Жемчужина Урала», Миасс             |
| 1 место   | 2008          | Лично-командный чемпионат России среди ВУЗов                                                 |                                                |
| 1 место   | 4-13.10.2009  | Лично-командный чемпионат России среди ВУЗов                                                 | БелГУ, Белгород                                |
| 2 место   | Июль 2011     | Финал Кубка России среди команд вузов                                                        | поселок Новомихайловский-2, Краснодарский край |

### Международные и всемирные соревнования
| Результат | Дата          | Соревнование                                                                                 | Место проведения                                     |
| --------- | ------------- | -------------------------------------------------------------------------------------------- | ---------------------------------------------------- |
| 1 место   | Август 2002   | Юниорский чемпионат Европы по быстрым шахматам, блицу и решению задач (командный зачёт)      | Нови-Сад, Югославия (ныне Сербия)                    |
| 1 место   | Август 2002   | Юниорский чемпионат Европы по быстрым шахматам, блицу и решению задач (индивидуальный зачёт) | Нови-Сад, Югославия (ныне Сербия)                    |
| ?         | Август 2002   | Юниорский чемпионат Европы по быстрым шахматам, блицу и решению задач                        | Нови-Сад, Югославия (ныне Сербия)                    |
| ?         | Август 2002   | Юниорский чемпионат Европы по быстрым шахматам, блицу и решению задач                        | Нови-Сад, Югославия (ныне Сербия)                    |
| 1 место   | Август 2003   | Всемирная молодёжная шахматная Олимпиада (лучший результат на 4 доске)                       | Денизли, Турция                                      |
| 1 место   | Сентябрь 2003 | Чемпионат Европы среди юношей (до 16 лет) по быстрым шахматам (индивидуальный зачёт)         | Будва, Черногория                                    |
| 3 место   | Сентябрь 2003 | Чемпионат Европы среди юношей (до 20 лет) по быстрым шахматам (командный зачёт)              | Будва, Черногория                                    |
| 1 место   | Июль 2004     | Первенство Европы по быстрым шахматам среди юношей (до 16-ти лет)                            | Обреновец, Сербия и Черногория                       |
| 1 место   | Июль 2004     | Первенство Европы по быстрым шахматам (абсолютный зачёт)                                     | Ресторан «Макдональдс», Белград, Сербия и Черногория |
| 1 место   | 20.07.2008    | XI кубок Главы Саткинского муниципального района                                             | ДС «Магнезит», Сатка                                 |
| 3 место   | Июль 2009     | 13-й Международный шахматный фестиваль «Воронеж-2009» (турнир по блицу)                      | Воронеж                                              |
| 3 место   | Январь 2010   | 39-й международный турнир «Кубок Рилтона»                                                    | Стокгольм, Швеция                                    |
| 1 место   | Июль 2010     | 14-й Международный шахматный фестиваль «Воронеж-2010» (турнир по быстрым шахматам)           | Воронеж                                              |
| 1 место   | 11-20.08.2011 | Турнир, посвящённый 100-летию со дня рождения М. М. Ботвинника (блиц-турнир)                 | СДЮШОР по шахматам и шашкам, Санкт-Петербург         |
| 3 место   | 11-20.08.2011 | Турнир, посвящённый 100-летию со дня рождения М. М. Ботвинника                               | СДЮШОР по шахматам и шашкам, Санкт-Петербург         |
| 1 место   | 07-08.09.2011 | 7-й Кубок губернатора Югры (этап Кубка России по шахматам)                                   | Ханты-Мансийск                                       |

## Изменения рейтинга
| Графики недоступны из-за технических проблем. См. информацию на Фабрикаторе и на mediawiki.org. |